# Nanniella
Nanniella is een geslacht van wantsen uit de familie van de Miridae (Blindwantsen). Het geslacht werd voor het eerst wetenschappelijk beschreven door Odo Reuter in 1904.

## Soorten
Het genus bevat de volgende soorten:

- Nanniella alkithoe Linnavuori, 1994
- Nanniella chalybea Reuter, 1904
- Nanniella gracilis Linnavuori, 1975
- Nanniella pallidiceps Linnavuori, 1973
- Nanniella palustris Linnavuori, 1975
- Nanniella reuteri Poppius, 1914